# Тертка (мох)
Тертка (Cnestrum) — рід мохів, що належить до родини Dicranaceae.
Види цього роду зустрічаються в Північній півкулі.

## Види
Види:
- Cnestrum alpestre (Wahlenb. ex Huebener) Nyholm ex Mogensen
- Cnestrum glaucescens Holmen ex Mogensen & Steere, 1979